# Permesso di soggiorno CE per soggiornanti di lungo periodo
Il permesso di soggiorno UE per soggiornanti di lungo periodo (o carta di soggiorno per cittadini stranieri) è un permesso di soggiorno a tempo indeterminato, valido per tutta l'Unione europea.

## Chi può richiederlo
Tale documento può essere richiesto dallo straniero che è già titolare di permesso di soggiorno per un periodo minimo di cinque anni e qualora percepisca un reddito minimo determinato dall'autorità amministrativa. La carta di soggiorno non può essere emessa nei confronti di chi è stato dichiarato pericoloso per l'ordine pubblico e la sicurezza.

## Facoltà
Con tale documento è possibile:
- Entrare in un qualsiasi paese dell'UE senza visto;[2]
  - soggiornare, anche per motivi di lavoro, in un altro Stato Schengen, anche per un periodo superiore ai 90 giorni, nel rispetto comunque della norma in vigore nell'altro Paese membro;[3]
  - frequentare corsi di studio o di formazione professionale[4]
- Lavorare in tutta l'Unione europea;
- Poter godere dei servizi offerti dalla pubblica amministrazione;
- Partecipare alla vita pubblica del paese ospitante.[5]

Le persone che hanno vissuto in un Paese dell'UE per almeno cinque anni con un permesso di soggiorno possono richiedere lo status di residente di lungo periodo in quel Paese. Chi ottiene lo status di residente di lungo periodo riceve uno speciale permesso di soggiorno CE/UE. Questo conferisce loro alcuni diritti, simili a quelli di un cittadino dell'UE. In questo modo è più facile trasferirsi in un altro Paese dell'UE, ad esempio per lavorare, studiare, avviare un'attività in proprio o vivere con la propria pensione. Queste persone non hanno bisogno di un visto. Per ottenere lo status di soggiornante di lungo periodo, è necessario aver vissuto in un Paese dell'UE per almeno cinque anni con un permesso di soggiorno. Il richiedente deve inoltre essere in grado di mantenersi da solo. Per ottenere questo status, la persona deve richiedere uno speciale permesso di soggiorno UE contattando l'Agenzia per la migrazione del Paese in cui vive attualmente.

## L'elenco dei Paesi che partecipano allo schema
Tra i Paesi che partecipano all'attuazione della direttiva UE vi sono:
Austria (tedesco: Daueraufenthalt - UE)
Belgio (francese: Résident de longue durée - UE, olandese: EG - langdurig ingezetene)
Bulgaria (bulgaro: дългосрочно пребиваващ в ЕC)
Croazia (croato: Osoba s dugotrajnim boravištem - EZ)
Cipro (Long term resident – EC)
Estonia (estone: Pikaajaline elanik - EÜ)
Finlandia (finlandese: P EY 2003/109 EY, svedese: P EG 2003/109 EG)
Francia (francese: Carte de résident de longue durée - UE)
Germania (tedesco: Daueraufenthalt - UE)
Grecia (greco: επί μακρόν διαμένων - ΕΚ)
Ungheria (Ungherese: Huzamos tartózkodási engedéllyel rendelkező - EK o EK letelepedési engedély)
Italia (italiano: Permesso di soggiorno UE per soggiornanti di lungo periodo o Soggiornante di lungo periodo - CE)
Lettonia (lettone: Pastāvīgi dzīvojoša persona - ES)
Lituania (Lituano: Ilgalaikis gyventojas - EB)
Lussemburgo (francese: Resident de longue durée - UE)
Malta (maltese: Residente fit-tul - UE)
Paesi Bassi (olandese: EG - langdurig ingezetene)
Polonia (polacco: Pobyt rezydenta długoterminowego UE)
Portogallo (portoghese: Residente CE de longa duração)
Repubblica Ceca (ceco: Povolení k pobytu pro dlouhodobě pobývajícího rezidenta - ES)
Romania (rumeno: Rezident pe termen lung - CE)
Slovacchia (Slovacchia: Osoba s dlhodobým pobytom - ES)
Slovenia (Sloveno: Rezident za daljši čas - ES)
Spagna (spagnolo: Residente di lunga durata - UE)
Svezia (Svedese: Varaktigt bosatt - EG)
Ungheria (Ungherese: Huzamos tartózkodási engedéllyel rendelkező - EK o EK letelepedési engedély)
Si noti che la Danimarca e l'Irlanda non rientrano nelle norme che regolano lo status di soggiornante di lungo periodo. Pertanto, non è possibile richiedere lo status di soggiornante di lungo periodo in questi due Paesi. Alcuni Paesi utilizzano anche il termine inglese per indicare lo status di soggiornante di lungo periodo. In questo caso si legge: Long-term resident - EC sulla carta di soggiorno. Si noti che possono esistere altri modi di indicare lo status rispetto a quelli sopra indicati. L'abbreviazione sul documento potrebbe essere diversa da quella riportata nella tabella. Ad esempio, potrebbe essere UE invece di CE o viceversa. Anche altri Paesi utilizzano le abbreviazioni di Comunità europea e Unione europea in modo intercambiabile. Entrambe le abbreviazioni sono corrette.

## Revoca
La carta di soggiorno può essere revocata qualora sia stata acquisita in modo fraudolento, in caso di espulsione, quando le condizioni che hanno portato al rilascio della stessa vengono a cessare, se il titolare risiede in maniera consecutiva fuori dall'Unione europea per un periodo di tempo superiore ad un anno, qualora ottenga analogo titolo da un altro paese dell'UE, quando risieda fuori dall'Italia per più di sei anni.